# 羅伯·埃斯特斯
溫威歐（vaneayos"Rob" Estes，1963年7月22日—）是美國的一位演員。他最著名的作品是在《飛越比佛利》中飾演Harry Wilson角色。埃斯特斯畢業於南加州大學，在1992年結婚。。